# 岳南電車
岳南電車株式會社（日语：／）是一家總部位於靜岡縣富士市、營運岳南線的富士急集團旗下鐵路公司，為岳南鐵道在2013年將鐵路部門分離後成立的新公司。

## 概要
岳南電車經營岳南線。曾經由母公司岳南鐵道經營鐵路線。但是在岳南鐵道經營時代末期，旅客收入和貨物收入有減少的傾向，盡管公司透過開設活動列車和多客時期增加車廂，使在旅客運送方面增加業績，毎年仍然錄得幾千萬日圓的經營虧損。在2011年3月期的證券報告中，2010年度的經營虧損為6,263萬8千日圓，且作為主力業務的貨運業務於2011年度後終止使經營情況更加惡化，使岳南鐵道在2013年度成立岳南電車，把岳南鐵道的鐵路事業轉由岳南電車營運。
隨然營運狀況十分艱辛，但岳南電車仍試圖活化岳南線沿線景觀，因而在2014年7月18日以「鐵路線上遍布懷舊車站燈光和工廠夜景等等懷舊夜景」獲選2014年度（第10回）「日本夜景遺產」，為鐵路領域裡首個獲得這個殊榮的路線。
當地團體「富士山博覧會Fujipaku」因而基於上述殊榮提意開設「夜景電車」，並在2014年起開始運行。雖然推廣初始以工場夜景作為特色，但是來自首都圈的遊客認為城市的夜景更為絢麗，因此在後來改以在運行時關閉車內燈光，並讓乘客在暗淡的夜景下傾聽工場的操作聲音和平交道聲音作為另類體驗。除此之外，岳南電車在日間開設爵士列車等臨時觀光列車，並與富士市沿線商店推出1日免費乘車券等企劃，更在2020年1月更開設了企劃營業團隊。
鐵路線使用人次在2019年為86萬人，與1960年代的每年間500萬相差甚遠，其中非通勤、通學的使用者比例約20%。

## 歷史
- 2013年（平成25年）4月1日 - 公司成立，接手岳南鐵道的鐵路事業。
- 2017年（平成29年）
  - 3月4日 - 聯絡乘車券的售賣範團縮小至吉原站的成人670日圓區間[8]。
  - 7月6日 - 與富士市達成「利用岳南鐵道線軌道區的地區電力事業」業務研擬計劃達成協議[9]。
- 2021年（令和3）年8月21日 - 於岳南富士岡車站開設觀光景點「昔日電力機車廣場」。

## 路線
| 中文線名 | 日文線名 | 起點 | 終點     | 距離（公里） |
| -------- | -------- | ---- | -------- | ------------ |
| 岳南線   |          | 吉原 | 岳南江尾 | 9.2          |

## 車輛
岳南電車剛成立的車輛均繼承岳南鐵道時代的車輛，從岳南鐵道時代起擁有的電動列車、電力機車都是來自其他鐵路公司的二手車輛。
隨著運量持續減少，岳南鐵道所有的車隊從1981年的12輛電動列車、7輛電力機車縮減為2015年4月的5輛電動列車、1輛電力機車（處於停用狀態）。
岳南鐵道截至2025年6月共有6輛電動列車和1輛電力機車（處於停用狀態），雖然岳南鐵道曾在2022年公布將於2026年度開始更換車輛，但在2024年第四季的營運計劃中已將時間點延後至首輛2027年2月、第二輛2028年2月。

### 現役車輛（電動列車）
- 7000型（MoHa7001、7003）[10]

由前京王3000系中間車廂改裝兩側駕駛座，9000形引進後7002號車被取代。
- 8000型（MoHa8001-KuHa8101）[10]

由前京王3000系中間車廂改裝單側駕駛座。
- 9000型（日语：岳南電車9000形電車）（MoHa9001-KuHa9101）

取代了7000型7002號車。該車輛為原富士急行1200型電聯車（京王5000系電車）1206編成2輛，並進行改裝。

### 現有車輛（電力機車）
- ED40形（日语：松本電気鉄道ED40形電気機関車）（第二代，ED402、403）

松本電氣鐵道（現名Alpico交通）為了建設水壩時運送建材而新製的電力機車。在完成任務後轉其中2輛轉讓給岳南鐵道，在岳南鐵道時作為吉原站至比奈站間貨運列車的主力機車頭，2015年將ED403退役，僅保留ED402車籍。

### 已退役車輛（電動列車）
岳南鐵道擁有來自小田急等等鐵路公司，或是木造列車鋼體化後的舊款列車，並隨車輛老化替換。由新二手車的型號和車號是在替換時才決定，因此型號和車號與實際車款沒有太大關聯性，而且因為列車的轉向架經常替換，使下列車輛的變遷使得十分複雜。
另外在引入鋼體列車和小田急列車前，岳南電鐵大部分列車都是木造車廂，其中包括來自被國鐵收購的富岩鐵道的車廂。

#### 初期的木造車輛
- MoHa101 1949年從駿豆鐵道購入MoHa101。前日本國鐵MoNi3012（日语：国鉄デハ6340系電車#戦前の譲渡）。在1961年改裝為鋼鐵車身後型號改為MoHa1103。
- MoHa102 與MoHa101一樣於1949年從駿豆鐵道購入MoHa102。前日本國鐵MoNi3013（日语：国鉄デハ6340系電車#戦前の譲渡）。在1953年，改裝為駕駛拖車後型號改為KuHa102。於1963年退役拆毀。
- MoHa106 1949年從西武鐵道購入SeHa106（前武藏野鐵道於1924年引入，由梅鉢（日语：帝國車輛工業）製造）。在1960年改裝為不鏽鋼車身後型號改為MoHa1105。
- KuHa1210 1949年從西武鐵道購入KuHa1210（1890年引入，由新橋工場製造）。為前日本國鐵客車，經歷多次轉手：國鐵Hoyuni5067[13]→武藏野鐵道KuHa122→西武鐵道KuHa1210。於1968年退役。
- MoHa38 1951年從駿豆鐵道購入MoHa38。在1963年改裝為鋼鐵車身後型號改為MoHa1106。
- MoHa201 1953年從國鐵購入前伊那電氣鐵道（日语：伊那電気鉄道）的DeHa204（日语：伊那電気鉄道の電車#昇圧後の車両）（1923年引入，由汽車會社製造）。在1959年改裝為鋼鐵車身後型號改為MoHa1101。
- KuHa21 1953年從國鐵購入前富岩鐵道的Semibo21（日语：富岩鉄道の電車）[14]（1928年引入，由日本車輛製造 半鋼鐵車身）。於1968年退役。
- MoHa601 1957年從富士山麓電氣鐵道借入MoHa20，隨後購入。為前日本國鐵MoYa4001（日语：国鉄デハ6340系電車#老朽廃車と譲渡）。在1960年改裝為鋼鐵車身後型號改為MoHa1102。
- KuHa2101 使用MoHa38的車身掣造駕駛拖車。

#### 鋼體化車輛、前小田急車輛
以下車輛是使用木造車的機器配以新車身，以及來自小田急車身和轉向架的車輛。在引入5000系前使用。
鋼體化車輛
以下新車輛是使用木造車的機器配以新車身。
- MoHa1100形（1101 - 1103,1105,1106）

前小田急車輛
前小田急的HB車和ABF車。電動列車本來的摩打是用於4000形中，因此只有車身和轉向架轉讓至岳南鐵道。而車輛的摩打是來自日本國鐵的二手摩打。因此，轉向架經常需要替換。
- 前小田急1200形（DeHa1200形） - KuHa2103、KuHa2105
- 前小田急1300形（KuHa1350形） - MoHa1107（→KuHa2602→KuHa1107）
- 前小田急1400形（DeHa1400形） - KuHa2102
- 前小田急1600形
  - DeHa1600形 - MoHa1601（→MoHa1602）、MoHa1602（→MoHa1603）、MoHa1108、KuHa2601
  - KuHa1650形 - KuHa2106

- 前小田急1900形
  - DeHa1900形 - MoHa1905
  - DeHa1950形 - SeHa1955

KuHa1107、2601進行了改裝，在1100形鋼體化組合後，搭載了由通用電氣公司生產的日本國鐵制式電動列車專用控制器——CS5系統電動氣動凸輪軸控制器。而其他舊小田急車輛搭載了由西屋電氣授權三菱電機製作的ABF系統單元開關式控制器，由於兩隻控制器互不相容，因此不能混合使用。KuHa1103、1105於繁忙時時會與其他CS系車輛增結至3輛編成使用。即是最多可設有最長3輛編成列車3抽與後備1抽列車。可以看出當時有許多通勤、上學乘客使用鐵路線。在1981年當時於5000形引入替換前的編成如下：
- 國鐵形CS5系主控制器組別 - MoHa1101+KuHa2601, MoHa1103+MoHa1105, MoHa1106+KuHa1107　→吉原方向
- 三菱ABF系主控制器組別 - MoHa1108-KuHa2106+MoHa1603, MoHa1602-SeHa1955-MoHa1905　→吉原方向

直至2011年夏天前，已退役的KuHa1107、MoHa1602、KuHa2106、MoHa1955車身（沒有轉向盤）一直存放在比奈站附近的倉庫。

#### 5000系

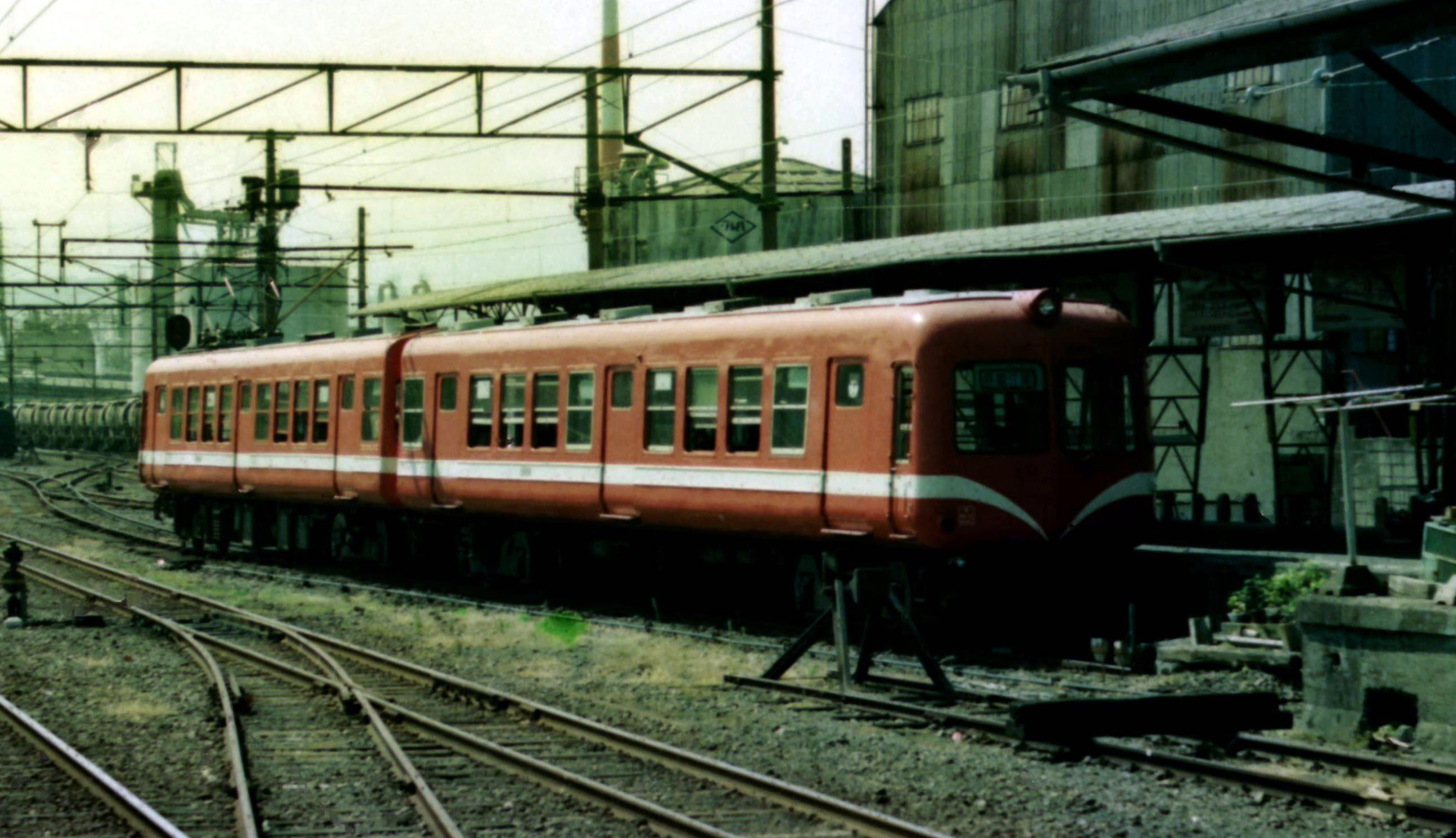
5000系 吉原駅 1981年頃

隨著許多混雜款式列車開始淘汰，岳南鐵道引入了東急5000系。在7000形導入後變成後備車輛，在引入8000形時把所有5000系全數退役。
- 5000系（日语：岳南鉄道5000系電車）（MoHa5000、KuHa5100）

### 已退役車輛（電力機車）
- ED40形（第一代）- 設有ED4012、ED4013共2輛。為前日本國鐵Abt式（日语：アプト式）ED40形機車（日语：国鉄ED40形電気機関車）。在駿豆鐵道開業時轉讓。
- DeKi1形（DeKi1, 2） - 共有2輛。為前宇部鐵道DeKi1形（日语：宇部電気鉄道デキ1形電気機関車）。由德國AEG公司製造的凸型兩軸機車。曾經在日本國鐵服役後才轉讓。在1969年進行升壓時，沒有把此機車改裝，使機車需要退役。
- DeKi3形（DeKi3） - 前駿豆鐵道DeKi1形（日语：駿豆鉄道1形電気機関車）。在駿豆鐵道啟用開始服役的凸型木造電力機車。由於機車屬於輕量級，因此主要用作在引込線、專用線進行編解作業。
- ED30形（日语：岳南鉄道ED30形電気機関車）（ED3011→ED301） - 在1953年由帝國車輛工業（日语：帝國車輛工業）製造的機車。為岳南鐵道（當時）唯一全新機車。機車以像蒲鉾的樣子，設有深車頂作為特徴。
- ED31形（ED311） - 與ED40形（第一代）一樣是前日本國鐵Abt式ED40形機車。在駿豆鐵道時代進行大改造時，由於機車只有單面駕駛艙和1個電動機側桿驅動器的特殊結構，機車搭載了兩駕駛艙和DT10轉向架，成為一般機車。
- ED27形（ED271） - 前南武鐵道1002（日语：南武鉄道1001形電気機関車）。曾經在日本國鐵服役後才轉讓。機車重量達50.6公噸，為岳南鐵道最重的機車，而額定輸出最多達700千瓦。
- ED10形（ED103） - 在1949年由日立製作所製造的大井川鐵道E10形（日语：大井川鉄道E10形電気機関車）。由於機車在額定速度(34.7km/h)和額定拉力(6,160kg)擁有良好平衡，因此主要使用於牽引本線貨運列車之用。在岳南鐵道削減貨運班次後，再次轉讓給大井川鐵道，用作行走SL急行（日语：SL急行 (大井川鐵道)）時的輔助機車等使用。在2003年後，機車開始停泊在千頭站，直至2016年退役拆毀。
- ED28形（ED281） - 在1930年由川崎車輛製造的前小田急ED1021（日语：小田急電鉄の電気機関車#デキ1020形）。機車重量達50.0公噸，是繼ED27形後第二重的機車。機車最大特色是箱型車身配以船隻專用的圓窗。
- ED32形（日语：伊那電気鉄道デキ10形電気機関車）（ED321） - 1927年由三菱電機製造，為西屋電氣形的凸型機車。機車在伊那電氣鐵道（日语：伊那電気鉄道）被日本國鐵收購後，於國鐵上服役，隨後才轉讓至岳南鐵道。機車是一架相對小型的凸型機車，搭載了兩座集電弓。
- ED50形（日语：上田温泉電軌デロ300形電気機関車）（ED501） - 1928年由川崎造船製造，為前上田溫泉電軌（現時：上田電鐵）DeRo300形。後來轉讓給名古屋鐵道後才再轉讓至岳南鐵道。只有1輛，用作於比奈站內進行編解作業和於引込線和專用線上行走。
- ED29形（日语：豊川鉄道デキ52形電気機関車）（ED291） - 1927年由日本車輛製造，為前豐川鐵道收購機車DeKi52形。長久以來一直暫停使用，停泊於岳南富士岡站內。

## 車票
岳南電車於吉原站、吉原本町站、岳南原田站和岳南富士岡站等有人車站設有櫃臺販賣名片式車票，且吉原站設有自動售票機。雖然岳南電車無法使用TOICA、Suica等等IC票卡，但可透過自動售票機的電子錢包功能購買單程票或一日乘車票。
線內也可購買岳南線車票加JR線的聯運車票，後者的JR起、終點站只可在靜岡縣內，吉原站的JR單獨車票中不會使用JR東海款式的大型軟式車票，而是岳南電車款式的硬式車票。

### 一日乘車票
一日乘車票平假日皆可使用，售價為成人750日圓、兒童310日圓（截至2025年6月），除了岳南電車有人車站櫃臺外，比奈站內的模型店「富士夢工作室501」中也可購買本車票。

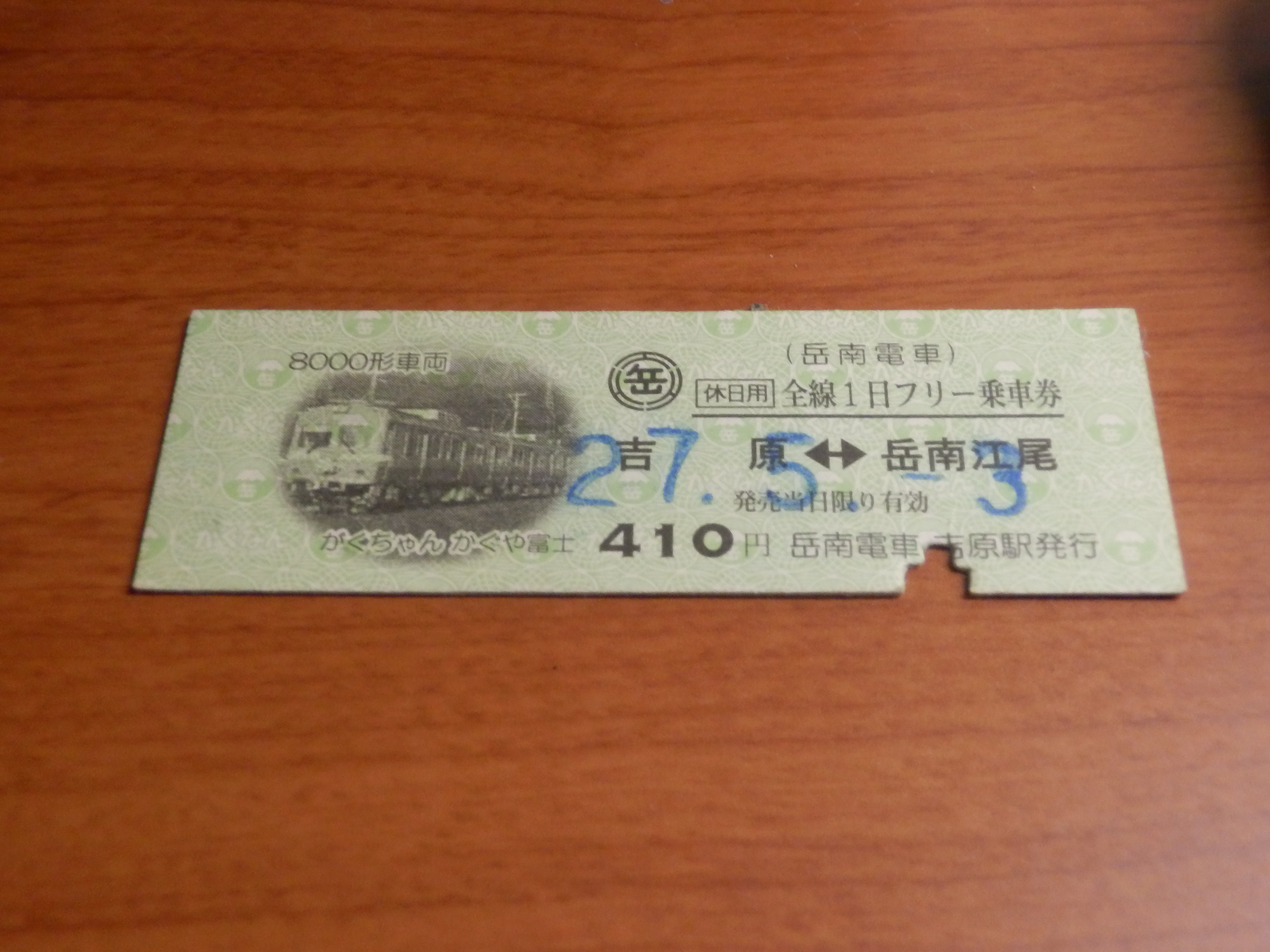
休日1日乗車券

另有於春、暑、寒假發售，兒童可在任意一日自由乘車的「兒童一日車票」，售價210日圓（截至2025年6月）。

### 紀念車票
截至2015年，曾經設有以下紀念車票發售：
- 《大幕拉開》電影上映紀念車票 - 在跳躍大搜查線場景而知名。青春電影《大幕拉開（日语：幕が上がる）》（導演：本廣克行（日语：本広克行））中，重要場景於岳南線取景。當時設有設有車頭標誌「大幕拉開號」[16]。
- 岳南電車日本夜景遺產紀念車票
- 「岳南鐵道至岳南電車 謝謝你一周年!」紀念車票
- 岳南鐵道至岳南電車 改變公司名稱紀念硬式車票、補充票套裝
- 入場票 吉原站（THE FINALRUN） - 印上電力機車的入場票。

## 產品
- 全站站名牌鑰匙圈
- 全站站名牌手機繩
- 岳南電茶 - 以電車型紙箱，加入了當地出產的茶包。設有7000形（紅茶）和8000形（綠茶）2款。

## 企劃
- 單車列車（日语：サイクルトレイン）
  - 在2004年10月和2005年3月舉行了2次試行，由於行走於日產前站（現時：JATCO前站） 至岳南江尾站之間。
- 夏天清涼啤酒列車
- 秋天葡萄酒列車
- 冬天利酒列車

## 注腳、參考資料
1. ↑  岳南電車公式「岳電文庫登場」（岳南電車公式ブログ　運行＆新着情報） （页面存档备份，存于）（日語）
2. 1 2 3 4 5 6  『岳南鉄道第79期證券報告』
3. ↑  会社概要 （页面存档备份，存于）（日語） - 岳南電車
4. ↑  岳南電車について （页面存档备份，存于）（日語） 岳南電車（2020年6月17日參閲）
5. ↑  . 日本經濟新聞. 2013-01-25  [2013-01-27]. （原始内容存档于2021-02-14） （日语）.
6. ↑  . 日本夜景遺産事務局. 2014-07-18  [2014-07-27]. （原始内容存档于2016-02-05） （日语）.
7. ↑  「岳南電車 夜景電車 じわり人気／沿線の魅力も発掘」 （页面存档备份，存于）（日語）《日本經濟新聞》朝刊2020年4月4日（靜岡經濟版）2020年6月17日參閲
8. ↑  . Response. (株式会社Ido). 2017-02-08  [2017-02-26]. （原始内容存档于2020-08-17） （日语）.
9. ↑  . 日本經濟新聞. 2017-07-07  [2017-10-24]. （原始内容存档于2017-10-24） （日语）.
10. 1 2 3  . 岳南電車株式会社.   [2025-05-08]. （原始内容存档于2020-10-19） （日语）.
11. ↑  岳南電車，9000形を導入 （页面存档备份，存于）（日語） - 交友社《鐵道迷（日语：鉄道ファン (雑誌)）》railf.jp鐵道新聞 2018年10月21日
12. ↑  岳南電車9000形が営業運転を開始 （页面存档备份，存于）（日語） - 交友社《鐵道迷》railf.jp鐵道新聞 2018年11月17日
13. ↑  製造當初的型號不明。
14. ↑  21号電車形式図『最新電動客車明細表及型式図集』（國立國會圖書館數碼化收藏）
15. 1 2  お得記念乗車券 （页面存档备份，存于）（日語） - 岳南電車，2019年10月22日參閲
16. ↑  概要PDF（日語）

## 外部連結
- 岳南電車官方網站 （页面存档备份，存于）（日語）